# Niklavs Lapukins
Niklavs Lapukins, född 22 januari 1945, död 28 maj 2009, var en svensk journalist, redaktör, författare och debattör, som sedan 1982 arbetade som ledarskribent på liberala Upsala Nya Tidning. 
Lapukins var av lettiskt ursprung. Han växte upp i Örebro och var fram till sin död bosatt i Stockholm.
På 1970-talet var han redaktör för Liberala ungdomsförbundets tidning Liberal ungdom. På 1980-talet arbetade han som chef på Utrikesdepartementet under regeringen Fälldin III.
Lapukins var ordförande för Lettlands folkfront i Sverige och engagerade sig i frågor om Baltikum, särskilt Lettland, inte minst som debattör. 
Lapukins skrev två böcker, Baltikum på väg mot självständighet (1990) (tillsammans med Lars Lundberg och Ülo Ignats) samt Lettland (1995). Han översatte Leonids Silins bok Östersjön – vägen till frihet 1943–1945 (2005) från lettiska.
Han medverkade i boken Livet i Uppsala – i går och i dag (2003).